# Función integrable
En matemáticas, una función integrable es una función cuya integral existe. Generalmente, se entiende que dicha integral es la de Lebesgue. Si no, suele especificarse diciendo que la función es integrable en el sentido de Riemann, etc. 
Dado un número real p ≥ 0, se dice que la función f es p-integrable si la función | f | p es integrable. Cuando p = 1 o 2 se dice también que la función es absolutamente integrable o cuadráticamente integrable respectivamente. El conjunto de las funciones p-integrables sobre un cierto conjunto de {\displaystyle \scriptstyle \Omega \subset \mathbb {R} ^{n}} se designa mediante la notación {\displaystyle \scriptstyle L^{p}(\Omega )}